# Deštná (ort i Tjeckien, Södra Böhmen)
Deštná är en stad i Tjeckien.   Den ligger i regionen Södra Böhmen, i den centrala delen av landet, 100 km söder om huvudstaden Prag. Deštná ligger 518 meter över havet och antalet invånare är 696.
Terrängen runt Deštná är lite kuperad. Runt Deštná är det ganska glesbefolkat, med 26 invånare per kvadratkilometer. Närmaste större samhälle är Jindřichův Hradec, 14,6 km söder om Deštná. Omgivningarna runt Deštná är en mosaik av jordbruksmark och naturlig växtlighet.